# اندیس کمر قربانعلی
کمر قربانعلی یک اندیس فلزی است که در حوالی شهر جیان استان فارس قرار دارد و مادهٔ معدنی موجود در آن، مس است.